# Truman Capote
Truman Capote, escriptor estatunidenc, va néixer amb el nom de Truman Streckfus Persons, a Nova Orleans (Louisiana) el 30 de setembre del 1924 i va morir a Los Angeles (Califòrnia) el 25 d'agost del 1984. La seva obra més rellevant és A sang freda, parcialment escrita a Platja d'Aro i Palamós.

## Biografia

### Infantesa
Els pares de Truman Capote, Archulus Persons (1897-1981) i Lillie Mae Faulk (1905-1954), es van casar precipitadament el 23 d’agost de 1923, a Monroeville, Alabama, amb la seva mare desitjant abandonar la casa familiar on vivia sota custòdia els seus cosins. Lillie es va beneficiar d'una herència bastant gran de la seva mare, que va morir el 1919.Aviat va quedar embarassada i va donar a llum el seu fill el 30 de setembre a Nova Orleans, en una suite de l'hotel Monteone, llogada pel seu marit. Arch Persons li va posar al seu fill Truman Streckfus, pel cognom del seu patró. El petit Truman va presenciar, als 4 anys, escenes tan violentes entre els seus pares que el van fer cridar. El nen sovint estava sol al vespre i a la nit, abandonat a les habitacions d'hotel, tancat, aterrit. Va dir que va viure la seva primera infància amb una constant por a l'abandonament. El 1926, els seus pares es van separar i va seguir un període inestable on la seva mare va tenir una sèrie de relacions d'una nit i va ser confiat a la seva àvia paterna a Jacksonville. Per la seva banda, el seu pare utilitzava els amants de la seva dona per fer negocis.
Quan tenia cinc anys, la seva jove mare el va confiar als qui l'havien acollit com a òrfena: va ser criat a Monroeville, Alabama pels seus tres cosins i el seu germà, tots solters. La seva infantesa allà va ser feliç i tranquil·la, però sempre es va sentir dolorosament abandonat pels seus pares. A Monroeville, la seva amiga de la infància Harper Lee el va descriure a la seva novel·la To Kill a Mockingbird Matar un rossinyol com Merlí, l'encantador de butxaca, sota la disfressa del personatge Dill. Molt ràpid, al barri, ens adonem que és diferent: petit, efeminat, educat i amb veu aguda.
Els pares del petit Truman es van divorciar el 9 de novembre de 1931, després que el seu pare fos enviat a la presó. A principis del mateix any, la seva mare, que ara residia a Nova York, es va retrobar amb José García (Joseph) Capote, natural de la Palma (Illes Canàries), a qui la seva mare va conèixer per primera vegada després del seu matrimoni el 1925 a Nova Orleans. És responsable d'una empresa de corretatge i pot cobrir les necessitats de la Lillie i el seu fill. El 24 de març de 1932, es va casar amb ell. El 1933, a instàncies de la seva mare, Truman va marxar de Monroeville cap a Nova York.
El 1934, Joe Capote el va adoptar legalment i Truman Persons es va convertir en Truman Capote. La família va portar un estil de vida ric, contractant una criada i un xofer, primer a Brooklyn i després a l'Upper East Side. Però Joe Capote i la seva mare encara van prestar poca atenció al jove Truman, ja que passaven molt de temps viatjant.

### Anys de formació
A partir de 1933 va estudiar a la Trinity School, després, el 1936, a la St Johns Military Academy a Ossining, Nova York, abans de tornar a l'antiga institució el 1937. Va anar a la Dwight School de Nova York durant un temps, però els Capote es van traslladar a Greenwich, Connecticut, on van llogar una casa, el 1939. Truman va entrar a la Greenwich High School, on la seva professora d'anglès, Catherine Wood, va reconèixer el seu talent d'escriptor, el va guiar, el va criticar, el va fer treballar i va defensar la seva causa amb els altres professors per animar-los a ser indulgents en les matèries on era molt feble. Els Capote van tornar a Nova York el 1942.
A Greenwich, Connecticut, va completar els estudis secundaris. Graduat a la universitat privada de West Side, la Franklin School, va deixar definitivament el sistema escolar als 17 anys i va treballar de 1941 a 1945 com a autònom al New Yorker.
El seu primer conte, The Walls Are Cold, es va publicar l'any 1943. L'any següent es van publicar els contes A vision of one's own i The Contour of things. Mentrestant, Truman, que havia estat acomiadat del New Yorker (després d'una carta que denunciava el poeta Robert Frost per falta de respecte), va tornar al Sud per començar a escriure The Crossing of the Summer, una novel·la que roman inacabada. El 1945, va llogar una habitació d'hotel a Nova Orleans i va començar a escriure The Haunted Estates, reconnectant amb la natura, els paisatges i alguns personatges de la seva infantesa. Tant en aquesta revista com en Harper's Bazaar i Mademoiselle. Van rebre molt bona acollida de crítica i públic.
El juny 1945, en el moment de la publicació de Miriam a la revista Mademoiselle, va conèixer William S. Burroughs: Mademoiselle i Harper's Bazaar són les dues revistes que publiquen les seves històries, el novaiorquès les considera massa agosarades. Els directors literaris d'aquestes revistes (Mary Louise Aswell per a Harper's Bazaar i George Davis per a Mademoiselle), personatges influents de l'època, van detectar el talent excepcional del jove abans que tots els altres i de seguida va cridar l'atenció de la comunitat literària de Nova York.
L’any 1946, el jove troba refugi a Yaddo, una residència que acollia escriptors, músics i artistes, a l'estat de Nova York. Allà coneix a Newton Arvin, un professor de literatura. Durant els dos anys que va durar la seva aventura, va passar cada cap de setmana amb l'home que li donaria la formació que no va rebre a la universitat. Més tard li ret homenatge dient que Arvin era Harvard.
A més, la vida familiar entre els Capote és tempestuosa. Freqüents i violents, els episodis d'embriaguesa de la seva mare van obligar Truman a abandonar l'apartament de Park Avenue. Va llogar un pis de dues habitacions a Brooklyn durant uns mesos.

### Primers èxits

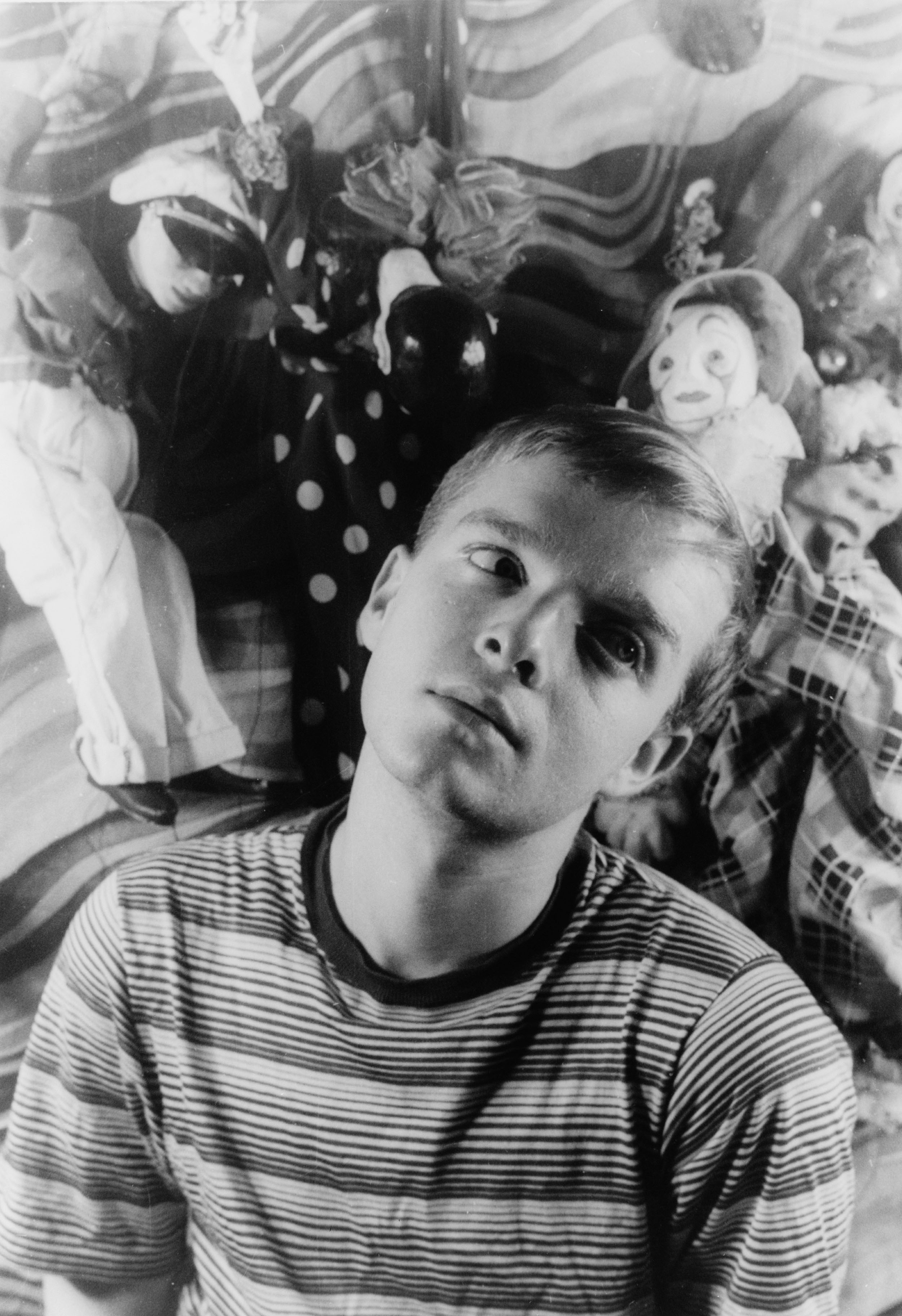
Retrat de Truman Capote per Carl Van Vechten el 1948.

El 1948, s'edità el seu primer llibre, Other voices, other rooms (Altres veus, altres àmbits), que el consagrà definitivament. A part d'aquest, la seva obra, en format de llibre, només consta de nou títols més: A tree of night (Un arbre de nit, 1949, contes), The grass harp (L'arpa d'herba, 1951, novel·la), Breakfast at Tiffany's (Esmorzar a Tiffany's, 1958, novel·la), In cold blood (A sang freda, 1966, novel·la, de la qual es feu la pel·lícula homònima, A sang freda, 1967), Christmas souvenir / The Thanksgiving visitor (Record de Nadal / El convidat del Dia d'Acció de Gràcies, 1966, 1969, narracions, traducció catalana de Quim Monzó), Music for chamaleons (Música per a camaleons, 1980, contes i narracions, traducció catalana de Quim Monzó), Answered prayers (Pregàries desateses, 1987, novel·la inacabada), Portraits (Retrats, 1987, articles) i el volum The dogs bark, que recull diaris de viatge, retrats i articles com Local color (1950) i The muses are heard (1956).
D'una prosa de gran riquesa poètica, l'imaginari de l'obra de Truman Capote és, als inicis, el món del sud dels Estats Units, amb situacions marcades per la soledat, la decepció i, sovint, la crueltat del desig rebutjat.
Així, l'aspecte gòtic de la seva obra correspon a una concepció del món que es basa en la por. El grotesc no és mai gratuït. El preuat s'integra més sovint. Els seus personatges, fins i tot els que tenen un paper secundari, romanen a la memòria del lector: L'home que havia parlat era baixet, en forma de barril i de complexió de maó i va avançar fins al llindar de la sala d'estar i es va aturar trontollant. (Oreilly a Monsieur Maleficent). És gràcies a aquestes històries breus, i en particular a la Miriam publicada per Mademoiselle al seu número de juny de 1945, que la comunitat literària de Nova York va ser la primera a reconèixer el seu talent.
Va ser convidat als cercles literaris de Mary Louise Aswell i George Davis. Bennett Cerf, el director de Random House, va acceptar publicar la seva primera novel·la, The Haunted Estates (1948), que va tenir de seguida un gran èxit, que també va incloure un element d'escàndol i sensacionalisme. Ràpidament, va arribar al capdamunt de la llista de best-sellers del New York Times, on va romandre durant nou setmanes. El mateix any, va conèixer Jack Dunphy, ell mateix escriptor, que seria el seu company de tota la vida. Els deu anys següents, van passar molt de temps a Europa.
L'any 1951 es va publicar L'arpa d'herba on, tot evocant la seva infantesa a Alabama amb els seus cosins que el van criar, presenta una suau revolta de la imaginació i del cor contra la hipocresia de la vida moral nord-americana: els protagonistes s'escapen del món de la lògica i dels diners anant a seure a les branques d'un arbre d'on surten personatges que encarnen l'Església, el Comerç, l'Exèrcit i la Llei a desallotjar-los. Aquesta fantasia recorda, en un to més lleuger i menys tràgic, l'aïllament buscat pels herois de Carson McCullers.
Truman Capote també va escriure històries de viatges i guions cinematogràfics en què interpretaven els grans actors de l'època (Humphrey Bogart, Gina Lollobrigida...), però el seu treball per als escenaris de Nova York, una adaptació teatral de L'arpa de les herbes i un musical, extret del seu conte La casa de les flors, va tenir un èxit mixt. En termes generals, els seus intents teatrals resulten poc convincents. El 1956, va seguir una gira per Porgy and Bess a l'URSS i va produir un reportatge concebut com una novel·la còmica, S'escolten les muses. L'elogi és gairebé unànime. Extremadament versàtil, Truman Capote no es deixa tancar en un estil o concepció del món: passa de l'estil oníric de Haunted Estates a l'estil periodístic de The Muses Speak sense dificultat aparent.

### Breakfast at Tiffany's
El 1958, Breakfast at Tiffany's va marcar l'última etapa del pensament i l'estil de Capote. Novel·la curta de cent vint pàgines, va tenir un gran èxit i va convertir l'autor en un escriptor destacat entre els seus companys. Aquesta novel·la és la història de la trobada d'un escriptor principiant, el narrador, amb la seva veïna de baix, una jove confusa i inconformista de tot just dinou anys i molt encantadora. Com una arna atreta per les llums d'una vida inútil i mundana de Nova York, Holly Golightly viu a costa d'uns quants amics i amants rics. Dona-filla, capritxosa i imprevisible, és resistent a qualsevol moral que limita la seva llibertat. El jove narrador s'enamora ràpidament d'aquesta dona solitària, ferida per una infància difícil. Aquest amor no és correspost i la mala companyia (la d'un cap de la màfia empresonat a qui Holly feia un favor transmetent els seus missatges meteorològics al món exterior) obliga la jove a volar precipitadament cap al Brasil. Desapareix, però no en la memòria del narrador, en el qual deixa un sentiment de mancança i penediment per la felicitat que es va esvair. L'estil lleuger i irònic de Truman Capote serveix de meravella a aquesta història agredolça on, al final, l'heroïna s'enfronta a la vida, surt al món, viatja, havent aconseguit alliberar-se de les seves incerteses i de la seva angoixa.
Els personatges de Capote tenen la seva exemplificació en Holly Golightly, la protagonista d'Esmorzar a Tiffany's, definida com un «animal salvatge», algú ferit per l'amor. No lluny d'ella, hi ha els dos assassins protagonistes de la seva obra principal, A sang freda, basada en fets reals ocorreguts a Kansas el 1959, dos éssers desplaçats, víctimes tràgiques de les circumstàncies, que serveixen a l'autor per fer una dura crítica de la pena de mort. Amb aquest llibre (escrit parcialment a Platja d'Aro i Palamós), Capote fundà un nou gènere, que va anomenar non fiction, literatura sense ficció, i que fou la base del que després s'ha conegut com a nou periodisme.

### In Cold Blood

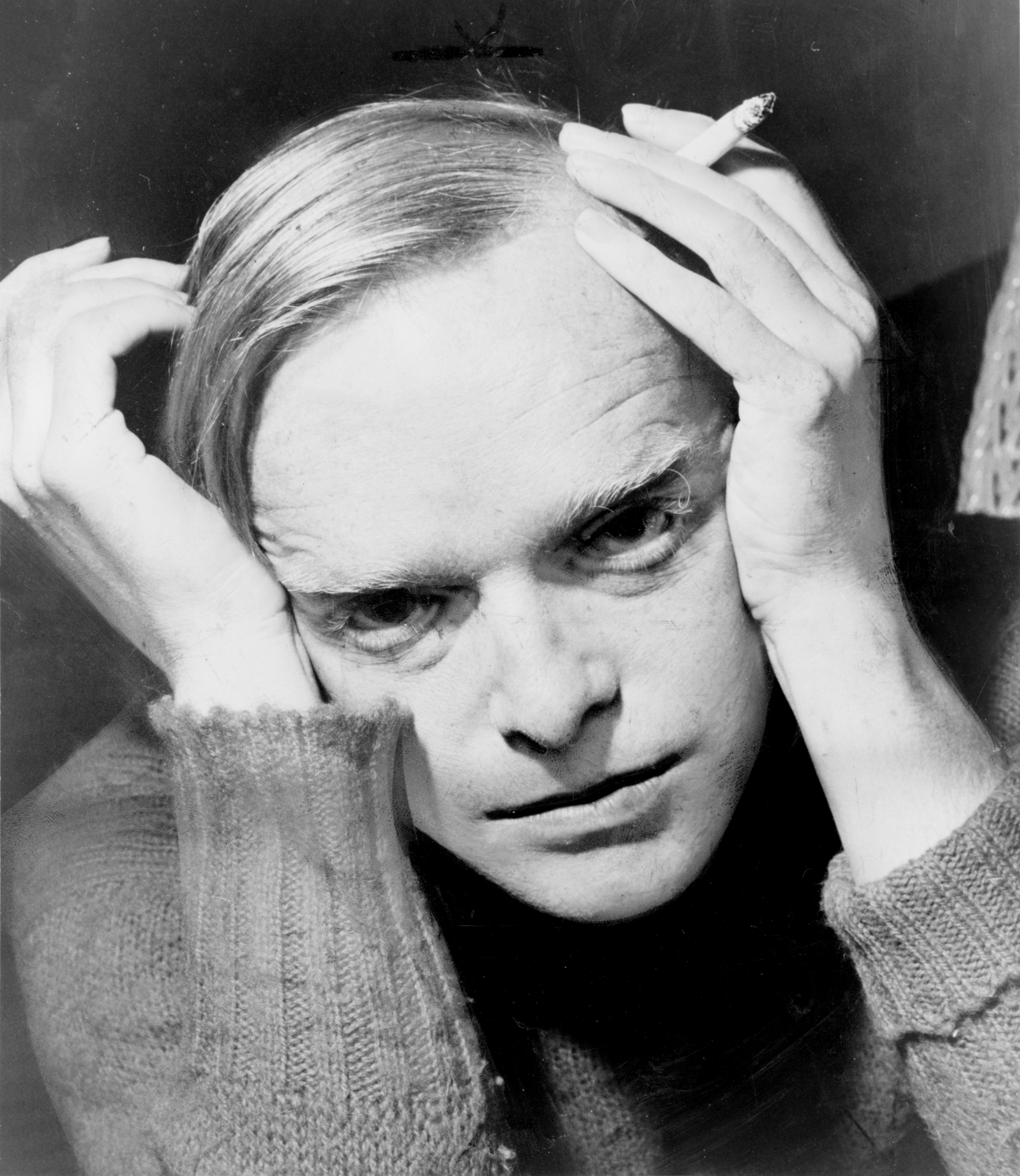
Truman Capote el 1959.

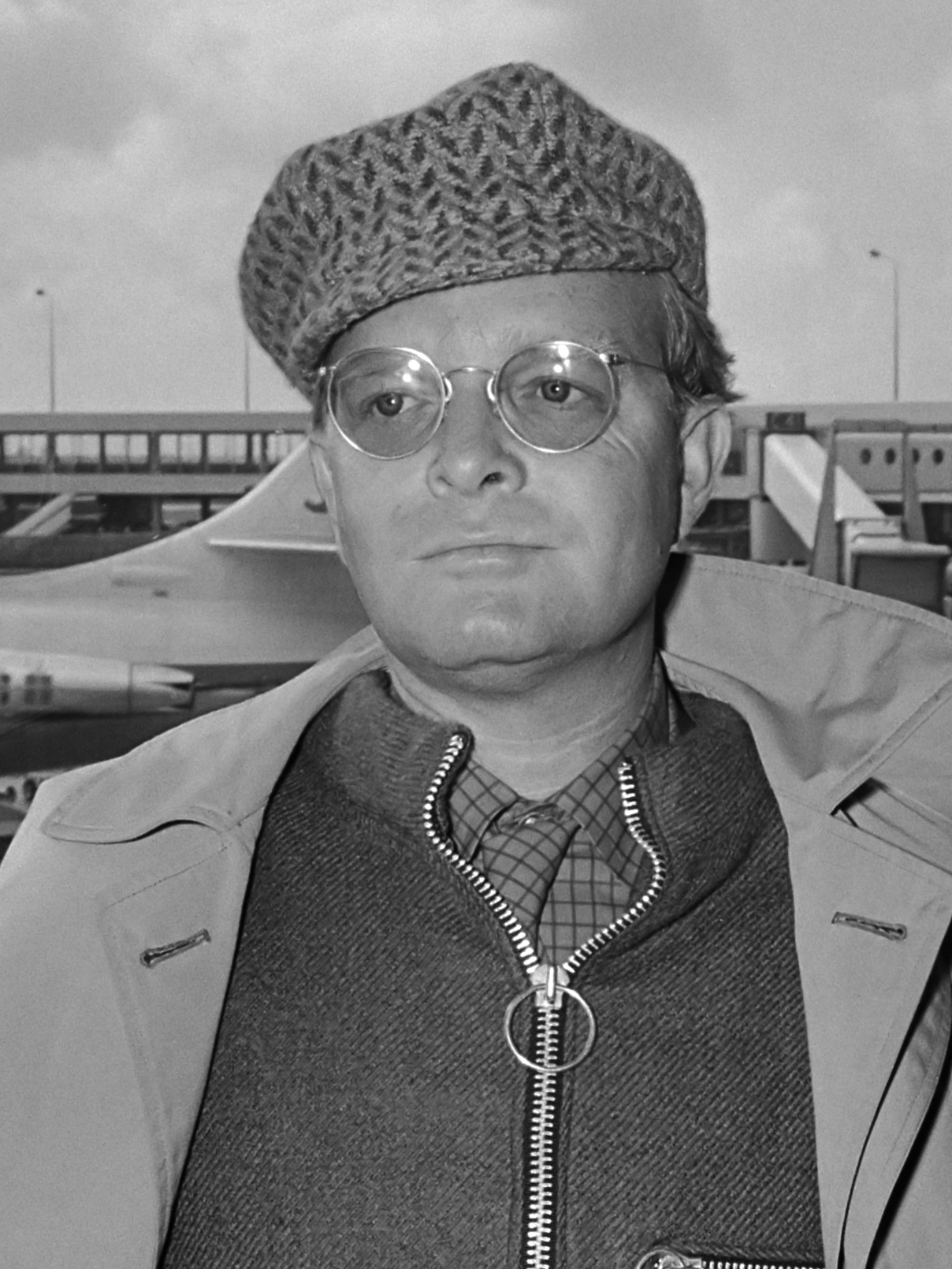
Truman Capote el 1968.

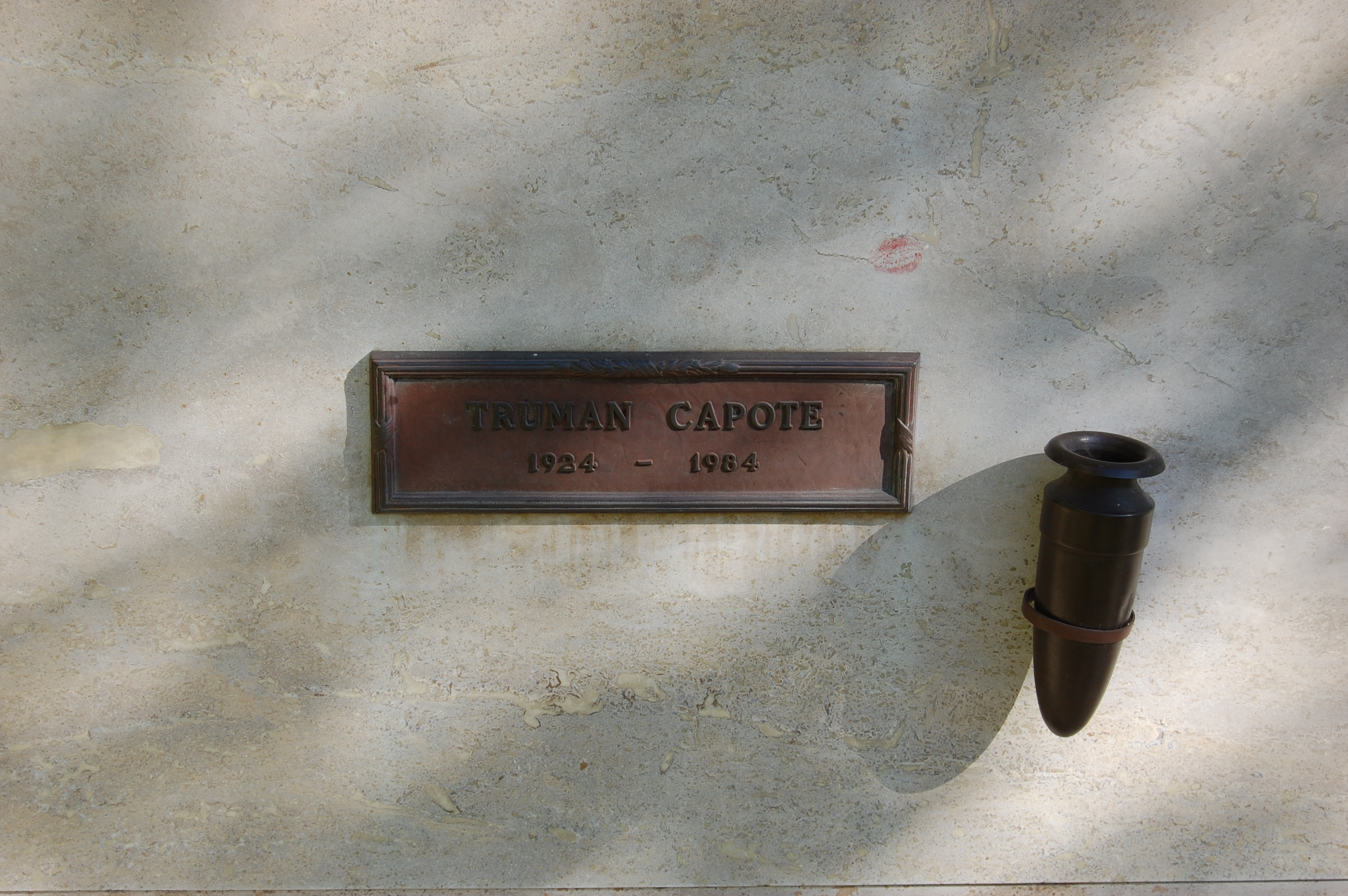
Placa de Truman Capote al Westwood Village Memorial Park.

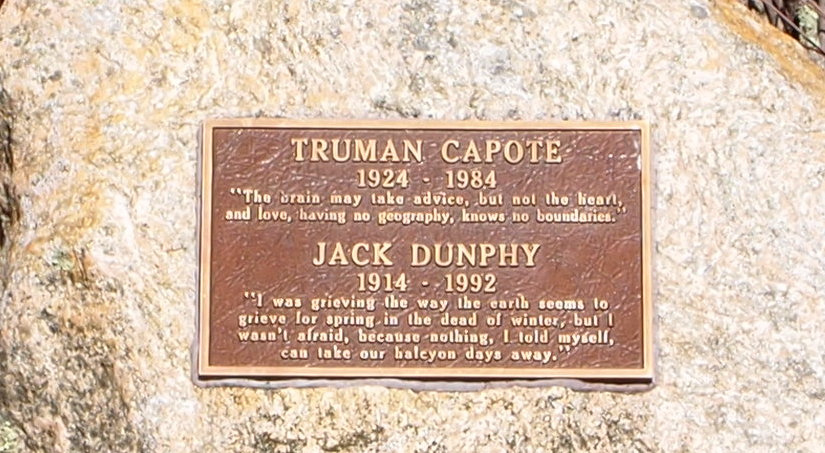
Estrella de Truman Capote i Jack Dunphy a Crooked Pond a Long Pond Greenbelt a Southampton, Nova York.

Truman Capote va descobrir una notícia al New York Times del 16 de novembre de 1959, que el va fascinar immediatament: un assassinat quàdruple afecta una família agrícola de Kansas. Creu que serà capaç de tractar aquesta sagnant notícia d'una nova forma literària i convertir-la en una novel·la de no-ficció que també permet a l'autor analitzar (o projectar sobre els assassins) els motius d'un crim que el lector és convidat a experimentar per poder. Aconsegueix que el novaiorquès vagi a investigar l'escena de la tragèdia, a Holcomb. La seva amiga d'infància Harper Lee, a qui va demanar que l'acompanyés, facilita enormement les seves relacions amb la població local del mig oest i li és de preciosa ajuda durant el seu treball de recerca.
L'escriptor va passar més de cinc anys entrevistant innombrables testimonis, estudiant informes policials i, després de la detenció dels dos assassins, Perry Smith i Richard Hickock, trobant-los a la presó gràcies a la confiança d'Alvin Dewey, l'oficial de policia de càrrec de la investigació. Es guanya l'amistat dels dos presoners durant les seves visites. Treballa aquests crims mantenint-se el més a prop possible dels fets, descriu minuciosament l'escenari del drama. Utilitza l'enigma que representen aquests quatre assassinats salvatges i gratuïts per apropar-se al misteri de l'home dotat de la raó i alhora capaç del pitjor. El títol de l'obra és ambigu: Sang freda In Cold Blood fa referència tant a l'actitud dels dos assassins durant aquesta nit fatal, com també a la de la companyia que els va executar. A abril 1965, Smith i Hickock van ser executats. Per fi pot aparèixer el llibre que és la seva obra mestra.
Random House va publicar A sang freda el gener de 1966. L'èxit considerable d'aquest llibre, que va vendre milions d'exemplars, li va portar tot el que volia: fortuna, fama i una vida social brillant. El 28 novembre 1966 ell mateix va organitzar un esdeveniment social llegendari, un ball de màscares en blanc i negre a l'hotel Plaza de Nova York, al qual van assistir cinc-cents quaranta convidats escollits a dit.
Truman Capote estava aleshores a l'altura de la seva glòria, però no tornaria a escriure un text d'aquesta magnitud. El seu biògraf, Gerald Clarke, el descriu transformat per aquest esgotador treball d'investigació i escriptura i amb dificultats per reconnectar amb la seva professió d'escriptor i amb ell mateix. Però el motiu principal d'aquesta depressió, la seva caiguda en l'alcoholisme i la seva falta d'inspiració que mai el deixarà, és la seva trobada amb Perry Smith, un dels dos assassins, que el marcarà profundament. Capote va veure en ell l'home que hauria pogut esdevenir si no hagués tingut la literatura a la seva vida. Durant aquests anys a la presó, van formar llaços molt importants, passant llargs períodes parlant. A principis de 1965, Capote va escriure a un dels seus amics, confiant-li la seva depressió i esgotament. D'una banda, no vol que s'executi en Perry, de l'altra, sap que fins que això no es faci, no podrà acabar aquest llibre que l'obsessiona.
A les pàgines del diari The Observer, el crític d'art britànic Kenneth Tynan va escriure respecte A sang freda que Capote volia una execució perquè el llibre tingués un final efectiu.

## Vida personal
Truman Capote va viure més de trenta anys amb Jack Dunphy, un actor i escriptor que va conèixer el 1948. Als quaranta, va portar una vida social, però va caure en un alcoholisme incontrolable, complicat per l'abús de pastilles i cocaïna. Compta entre els seus amics Babe Paley, la gran amistat amorosa de la seva vida que es va trencar l’octubre 1975, i Harper Lee, l'amiga de tota la vida i autora l'any 1960 del best-seller To Kill a Mockingbird (Matar un rossinyol, adaptat per al cinema sota el títol To Kill a Mockingbird) Entre els seus amics també hi ha Newton Arvin, el seu professor de literatura, Carson McCullers, Tennessee Williams, Norman Mailer, Marilyn Monroe, Lee Radziwill, la germana de Jacqueline Kennedy, Andy Warhol que va ser a l'origen de l'últim llibre que va publicar durant la seva vida, Music for Chameleons, i Cecil Beaton, el fotògraf oficial de la família reial britànica (segons Gerald Clarke, "Beaton estimava Capote tant com Capote l'estimava"). Les seves enemistats també són famoses, la de Gore Vidal en particular.
Després de la publicació de A sang freda l'any 1965, els anys següents van ser un lent descens a l'abisme, tot i que encara va escriure alguns contes. Paradoxalment, és aquest èxit flamíger, tant en l'àmbit literari com mundà, el que marcarà per a ell l'inici d'una dolorosa decadència. El seu darrer llibre, Answered Prayers, n'és el símbol. Perquè, per fer servir la cita de Teresa de Jesús que va inspirar aquest títol, Es vessen més llàgrimes per les oracions contestades que per les no contestades. El seu biògraf nord-americà el descriu com a decebut tant per la seva carrera com per la seva vida privada i cada vegada més dependent de l'alcohol i les drogues, sotmès a rehabilitació sense èxit.
La publicació a Esquire, l’octubre 1975, d'un capítol de la novel·la sobre la qual treballava, va precipitar la catàstrofe. The Basque Coast, 1965, un dels tres fragments (brillants i escandalosos) que sobreviurà de l'obra anunciada, s'inspira d'una manera massa evident (i dolorosa) en la dolorosa relació entre dos dels seus amics, William i Babe Paley. (que també precipitarà el suïcidi d’Ann Woodward). Això va fer que el novel·lista fos irremeiablement condemnat a l'ostracisme per l'alta societat de Nova York i rebutjat per gairebé tots els seus pròxims. Aquesta novel·la, Answered Prayers, que havia de ser la seva obra mestra, va romandre inacabada i només es va publicar pòstumament l'any 1987, amb un prefaci explicatiu del seu editor Joseph M. Fox.

### Declinar
Homosexual reconegut, es relacionà, fins a la dècada del 1960, amb l'alta burgesia de Nova York i es mogué en ambients de luxe, fins que li giraren l'esquena als anys setanta, fet del qual se'n venjà en l'obra satírica Answered prayers (traduïda en català com a Pregàries ateses). Alcoholitzat, els dos darrers anys de la seva vida pràcticament va deixar d'escriure i va publicar un últim llibre el 1977: Música per a camaleons que és un recull d'articles i notícies. Pel seu estil, minuciós i líric, i per la volada tràgica de la seva obra, breu però magistral, Truman Capote és un dels grans escriptors del segle xx.
Després de dues caigudes greus seguides, Truman va ser tractat per una flebitis. Va morir a Bel Air, un bonic barri de Los Angeles, el 1984, d'una sobredosi de drogues associada amb càncer de fetge i un debilitament general de la seva salut des de la seva flebitis. Està enterrat al Westwood Village Memorial Park Cemetery (Los Angeles).

## Posteritat

### Un gran escriptor
Representant de l'escriptor novaiorquès dels anys 50 i 60, Truman Capote va deixar una obra important a la literatura nord-americana del segle xx. Per a Norman Mailer, Truman Capote és tan acervat com una soltera de seixanta anys, però a la seva manera és un xicot amb pilotes... i l'escriptor més perfecte de la meva generació: escriu les millors frases, on cada terme, cada ritme es pesa acuradament. No hauria trobat dues paraules per canviar a Breakfast at Tiffany's, que ja s'ha consolidat com un clàssic de la literatura nord-americana. Per a William Styron: Era un mestre indiscutible de la paraula... Tenia el do de fer cantar i fins i tot ballar les paraules, de provocar el riure, de fer calfreds, de tocar el cor.

### Truman Capote al cinema i la televisió
El mateix novel·lista va aparèixer a la pantalla l'any 1976 al costat de Peter Sellers, Alec Guinness, David Niven i Peter Falk a la pel·lícula Un cadàver per postres de Robert Moore, on va interpretar Lionel Twain.
Capote, una pel·lícula dirigida l’any 2005 per Bennett Miller, presenta l'escriptor treballant durant el període d'investigació i escriptura del seu llibre A sang freda i li va valdre al seu intèrpret, Philip Seymour Hoffman, l'Oscar al millor actor. Tot just un any després, una altra pel·lícula torna sobre el mateix tema: Història d'un crim (Infamous), de Douglas McGrath, amb Toby Jones en el paper de l'escriptor. L'estrena d'aquestes pel·lícules en ràpida successió mostra com es manté l'actual i controvertit Truman Capote.
El 2024, Feud: The Betrayals of Truman Capote ('Feud: Capote vs The Swans'), segona temporada de la sèrie d'antologia nord-americana Feud, compta amb l'escriptor, que és interpretat per Tom Hollander.

## Obres
| Any  | Títol                                                   | Notes |
| ---- | ------------------------------------------------------- | --- |
| 1945 | "Miriam"                                                | Història curta; publicat a Mademoiselle |
| 1948 | Other Voices, Other Rooms                               | Novel·la |
| 1949 | A Tree of Night and Other Stories                       | Recull de contes |
| 1950 | "House of Flowers"                                      | Història curta; el primer capítol es va publicar a Botteghe Oscure el 1950 i a Harper's Bazaar el 1951                                                                  |
| 1950 | Local Color                                             | Llibre; Col·lecció d'assajos de viatges europeus |
| 1951 | The Grass Harp                                          | Novel·la |
| 1952 | The Grass Harp                                          | Obra |
| 1953 | Beat the Devil                                          | Guió original |
| 1953 | Terminal Station                                        | Guió (només diàleg) |
| 1954 | House of Flowers                                        | Musical de Broadway |
| 1955 | "Carmen Therezinha Solbiati – So Chic"                  | Relat breu (la jet-setter brasilera Carmen Mayrink Veiga); publicat a Vogue l'any 1956                                                                                  |
| 1956 | The Muses Are Heard                                     | No-ficció |
| 1956 | "A Christmas Memory"                                    | Història curta; publicat a Mademoiselle |
| 1957 | "The Duke in His Domain"                                | Perfil de Marlon Brando; publicat a The New Yorker; Republicat a Life Stories: Profiles from The New Yorker el 2001                                                     |
| 1958 | Breakfast at Tiffany's                                  | Novel·la |
| 1959 | "Brooklyn Heights: A Personal Memoir"                   | Assaig autobiogràfic, fotos de David Attie; publicat al número de febrer de 1959 de Holiday Magazine i més tard com "A House On The Heights" el 2002 (vegeu més avall). |
| 1959 | Observations                                            | Llibre col·laboratiu d'art i fotografia; fotos de Richard Avedon, comentaris de Truman Capote i disseny d'Alexey Brodovitch.                                            |
| 1960 | The Innocents                                           | Guió basat en The Turn of the Screw de Henry James; 1962 Premi Edgar, dels Mystery Writers of America, a Capote i William Archibald al millor guió cinematogràfic.      |
| 1963 | Selected Writings of Truman Capote                      | Antologia retrospectiva de mitja carrera; ficció i no-ficció. |
| 1964 |                                                         | Una història curta va aparèixer a la revista Seventeen |
| 1965 | In Cold Blood                                           | "Novel·la de no-ficció"; El segon premi Edgar de Capote (1966), al millor llibre sobre crims fets.                                                                      |
| 1967 | "A Christmas Memory"                                    | Premi Emmy al millor guió; Pel·lícula de televisió ABC |
| 1968 | The Thanksgiving Visitor                                | Conte breu publicat com a llibre de regal |
| 1968 | Laura                                                   | Pel·lícula de televisió; guió original |
| 1973 | The Dogs Bark                                           | Col·lecció d'articles de viatges i esbossos personals |
| 1975 | "Mojave" and "La Cote Basque, 1965"                     | Contes publicats a Esquire |
| 1976 | "Unspoiled Monsters" and "Kate McCloud"                 | Contes publicats a Esquire |
| 1980 | Music for Chameleons                                    | Col·lecció d'obres breus que barregen ficció i no ficció |
| 1983 | "One Christmas"                                         | Conte breu publicat com a llibre de regal |
| 1986 | Answered Prayers: The Unfinished Novel                  | Publicat pòstumament, al Regne Unit el 1986, als EUA el 1987. |
| 1987 | A Capote Reader                                         | Edició del llibre que conté la majoria de les obres més breus de Capote, ficció i no ficció                                                                             |
| 2002 | A House on the Heights                                  | Edició del llibre de l'assaig de Capote, "Brooklyn Heights: A Personal Memoir (1959), amb una nova introducció de George Plimpton                                       |
| 2004 | The Complete Stories of Truman Capote                   | Antologia de vint contes |
| 2004 | Too Brief a Treat: The Letters of Truman Capote         | Editat pel biògraf de Capote Gerald Clarke |
| 2006 | Summer Crossing                                         | Novel·la; Publicat per Random House |
| 2007 | Portraits and Observations: The Essays of Truman Capote | Publicat per Random House |
| 2015 | The Early Stories of Truman Capote                      | Publicat per Random House; 14 històries inèdites, escrites per Capote quan era adolescent, descobertes als arxius de la Biblioteca Pública de Nova York el 2013.        |
| 2023 | "Another Day in Paradise"                               | Publicat a la revista The Strand; descobert als arxius de la Library of Congress, escrit a Sicília als any 50.                                                          |

### Obres traduïdes al català
- Altres veus, altres àmbits (traduït per Hortènsia Curell, Edicions 62, 1989, ISBN 978-84-297-2972-6)
- Música per camaleons (traduït per Quim Monzó, Quaderns Crema, 1988, ISBN 978-8477273073)
- Pregàries ateses (traduït per Jordi Ainaud, Quaderns Crema, 1988, ISBN 978-8477270218)
- L'arpa d'herba (traduït per Lluís-Anton Baulenas, Anagrama, 2017, ISBN 978-84-339-1548-1)
- Creuer d'estiu (traduït per Jordi Cussà i Balaguer, Empúries, 2006, ISBN 9788497871778, Anagrama, 2019, ISBN 978-84-339-1571-9)[19]
- A sang freda (traduït per Avel·lí Artís-Gener, Aymà, 1966 / Proa, 2006, ISBN 978-8484378792)
- Retrats (traduït per Francesc Rovira-Faixa, El Far, 2009, ISBN 978-8496970120)
- Esmorzar al Tiffany's (traduït per Ramon Folch i Camarasa, La Butxaca, 2010, ISBN 978-8499301693)

## Discografia
- House of Flowers (1954) Columbia 2320. (LP) Producció de Broadway. Saint Subber presenta House of Flowers de Truman Capote i Harold Arlen, protagonitzada per Pearl Bailey. Dirigida per Peter Brook amb números musicals de Herbert Ross. Columbia 12" LP, Stereo-OS-2320. Reprocessat electrònicament per a estèreo.
- Children on Their Birthdays (1955) Columbia Literary Series ML 4761 12" LP. Reading by Capote.
- House of Flowers (1955) Columbia Masterworks 12508. (LP) Llegit per l'autor.
- A Christmas Memory (1959) United Artists UAL 9001. (LP) Truman Capote llegint la seva obra A Christmas Memory.
- In Cold Blood (1966) RCA Victor Red Seal monophonic VDM-110. (LP) Truman Capote llegeix escenes de In Cold Blood.
- The Thanksgiving Visitor (1967) United Artists UAS 6682. (LP) Truman Capote llegint la seva obra The Thanksgiving Visitor.
- Capote (2006) RCA, Film Soundtrack. Inclou de forma completa l'enregistrament RCA de 1966 on Truman Capote llegeix escenes de In Cold Blood
- In Cold Blood (2006) Random House integral en 12 CD. Llegit per Scott Brick.